# Enhanced Messaging Service
Enhanced Messaging Service afgekort tot EMS is een uitbreidingsniveau bij het gebruik van sms op mobiele telefoons via GSM-, TDMA en CDMA-netwerken.
Een mobiele telefoon die EMS ondersteunt, kan berichten verzenden en ontvangen in diverse soorten tekstopmaak, bijvoorbeeld vet of cursief. Ook is er de mogelijkheid voor het tonen van afbeeldingen, animaties en icoontjes op het scherm. Tevens is het geschikt voor het ontvangen en verzenden van geluidseffecten en speciale ringtones.
EMS-berichten, die naar apparaten worden gestuurd die deze standaard niet ondersteunen, tonen deze berichten als een gewone sms. 
Enhanced Messaging Service is ontstaan uit een samenwerkingen tussen diverse aanbieders en wordt onder meer aangeboden door Sony Ericsson, Motorola, Samsung, Siemens, LG en Alcatel.